# Jimmy Dykes
James Joseph Dykes, dit Jimmie ou Jimmy Dykes, (10 novembre 1896 - 15 juin 1976) est un ancien joueur et manager américain de baseball. Il évolue comme joueur de troisième base en ligue majeure de 1918 à 1939 puis devient manager entre 1934 à 1961. Comme joueur Dykes compte deux sélections au match des étoiles (1933 et 1934) et deux victoires en Série mondiale (1929 et 1930). Il est le premier manager à compter mille victoires sans jamais avoir remporté le moindre titre de ligue.

## Carrière
Natif de Philadelphie, Jimmy Dykes débute en ligues majeures le 6 mai 1918 avec les Athletics. Après une saison 1919 passée principalement dans le meilleir club-école des Athlétics, Dykes devient titulaire en ligue majeure. Au cours d'un match en 1927, il joue à tous les postes, sauf receveur et champ gauche, lanceur inclus. Il frappe 0,327 en 1929, année de sa première victoire en World Series, où il frappe 0,421.
Il termine sa carrière de joueur avec les Chicago White Sox où il commence sa carrière de manager. Dykes devient en effet manager-joueur des White Sox de 1934 à 1939. Après un crochet par la Pacific Coast League où il a la charge des Hollywood Stars, Dykes revient en ligue majeure, chez lui, à Philadelphie en 1951. Il reste responsable des Phillies jusqu'en 1953 puis enchaine en 1954 chez les Baltimore Orioles (1954), Cincinnati Reds (1958), Detroit Tigers (1959-1960), Cleveland Indians (1960-1961). Il accumule 1406 victoires sans jamais dépasser la troisième place au classement général final.
Il devient instructeur de 1962 à 1964 chez les Milwaukee Braves puis les Kansas City Athletics avant de prendre sa retraite.